# Kingshuk Debnath
Kingshuk Debnath (Katwa, 8 maggio 1985) è un calciatore indiano, difensore del Bhawanipore.

## Carriera
Ha giocato nella prima divisione indiana.

## Statistiche

### Presenze e reti nei club
| Stagione                   | Squadra                    | Campionato                 | Campionato | Campionato | Coppe nazionali | Coppe nazionali | Coppe nazionali | Coppe continentali | Coppe continentali | Coppe continentali | Altre coppe | Altre coppe | Altre coppe | Totale | Totale |
| Stagione                   | Squadra                    | Comp                       | Pres       | Reti       | Comp            | Pres            | Reti            | Comp               | Pres               | Reti               | Comp        | Pres        | Reti        | Pres   | Reti   |
| -------------------------- | -------------------------- | -------------------------- | ---------- | ---------- | --------------- | --------------- | --------------- | ------------------ | ------------------ | ------------------ | ----------- | ----------- | ----------- | ------ | ------ |
| 2014                       | Atlético de Kolkata        | ISL                        | 8+3        | 0          | -               | -               | -               | -                  | -                  | -                  | -           | -           | -           | 11     | 0      |
| 2014-2015                  | Mohun Bagan                | IL                         | 17         | 0          | -               | -               | -               | -                  | -                  | -                  | -           | -           | -           | 17     | 0      |
| 2015                       | Mumbai City                | ISL                        | 3          | 0          | -               | -               | -               | -                  | -                  | -                  | -           | -           | -           | 3      | 0      |
| 2015-2016                  | Mohun Bagan                | IL                         | 15         | 0          | SC              | -               | -               | AFC                | 2                  | 0                  | -           | -           | -           | 17     | 0      |
| 2016                       | Atlético de Kolkata        | ISL                        | 2+1        | 0          | SC              | 1               | 0               | -                  | -                  | -                  | -           | -           | -           | 4      | 0      |
| Totale Atlético de Kolkata | Totale Atlético de Kolkata | Totale Atlético de Kolkata | 14         | 0          |                 | 1               | 0               |                    | -                  | -                  |             | -           | -           | 15     | 0      |
| 2017-2018                  | Mohun Bagan                | IL                         | 15         | 0          | SC              | 3               | 0               | -                  | -                  | -                  | -           | -           | -           | 18     | 0      |
| Totale Mohun Bagan         | Totale Mohun Bagan         | Totale Mohun Bagan         | 47         | 0          |                 | 3               | 0               |                    | 2                  | -                  |             | -           | -           | 52     | 0      |
| 2018-2019                  | East Bengal                | IL                         | 8          | 0          | SC              | -               | -               | -                  | -                  | -                  | -           | -           | -           | 8      | 0      |
| 2020                       | Bhawanipore                | IL2                        | 8          | 0          | -               | -               | -               | -                  | -                  | -                  | -           | -           | -           | 8      | 0      |
| 2021                       | Bengaluru United           | IL2                        | 0          | 0          | -               | -               | -               | -                  | -                  | -                  | DC          | 4           | 1           | 4      | 1      |
| 2022                       | Bhawanipore                | IL2                        | 0          | 0          | -               | -               | -               | -                  | -                  | -                  | -           | -           | -           | 0      | 0      |
| Totale Bhawanipore         | Totale Bhawanipore         | Totale Bhawanipore         | 8          | 0          |                 | -               | -               |                    | -                  | -                  |             | -           | -           | 8      | 0      |
| Totale carriera            | Totale carriera            | Totale carriera            | 54         | 0          |                 | 4               | 0               |                    | 2                  | -                  |             | 4           | 1           | 64     | 1      |

## Palmarès

### Club

#### Competizioni nazionali
- Indian Super League: 2

Atlético de Kolkata: 2014, 2016
- Coppa della Federazione indiana: 1

Mohun Bagan: 2016